# Katarina Perica Kirin
Katarina Perica Kirin (Kruševo, 1982.) je hrvatska kazališna i televizijska glumica.

## Život
Rođena kao Katarina Perica 1982. godine, zaselak Ribnica sela Kruševa kod Obrovca, udajom Kirin.
Kao devetogodišnja djevojčica, dok je pohađala osnovnu školu u Kruševu kod Obrovca, prognana je iz svog doma u zadarskom zaleđu. S majkom Mandom, sestrom blizankom Marijanom i starijom braćom Jurom i Šimom, dok im je otac bio na ratištu, godinama je živjela u prognaničkim naseljima – u Rijeci, Kukljici, Zatonu i Punta Skali.
Nakon srednje škole u Obrovcu odlučila je da će pokušati upisati glumu na zagrebačkoj Akademiji dramske umjetnosti. No, prvi put je zakasnila s predajom dokumenata, što je poljuljalo njezine ambicije, ali je nije obeshrabrilo. Sljedeće godine ušla je u uži krug, ali, previdjela je svoje ime na oglasnoj ploči te se, uvjerena da opet nije prošla, upisala na Ekonomski fakultet u Splitu. Pojavila se i treći put na prijamnom iz glume i položila ga. Usporedno je nastavila studij ekonomije. Na Akademiji dramske umjetnosti u Zagrebu diplomirala je 2008. godine.
U Zagrebačko kazalište lutaka stigla je na poziv Joška Juvančića kako bi sudjelovala u predstavi Plakir 2008. godine i to je bio početak njene suradnje s današnjim matičnim kazalištem. U stalnom je angažmanu Zagrebačkog kazališta lutaka od 2013. godine.
Trenutačno živi u Zagrebu sa suprugom tonmajstorom Nenom Kirinom.

## Filmografija

### Televizijske uloge
- Zora dubrovačka kao Ljuba (2013. – 2014.)
- Larin izbor kao krojačica (2012.)
- Stipe u gostima kao prodavačica / Ivkina kćer (2011.)
- Dome slatki dome kao Jadranka (2010.)
- Mamutica kao Ema (2008.)
- Bračne vode kao sportašica #1 (2008.)
- Zakon ljubavi kao Margita Perica (2008.)
- Ponos Ratkajevih kao Hanna Wieser (2007. – 2008.)
- Zauvijek susjedi kao Fanika (2008.)
- Cimmer fraj kao Tina (2007.)

### Filmske uloge
- Larin izbor: Izgubljeni princ kao krojačica (2012.)
- Lea i Darija kao pomoćnica gospođe Jakšić (2011.)
- Takav ti je život kao Ivana (2010.)

### Sinkronizacija[4]
- Vili Kočnica kao taxi Amy (2018.)
- Moj mali poni: Film kao Iskra Sumrak (dijalog) (2017.)
- Sezona lova: Lud od straha kao Mare (2016.)
- Kuća obitelji Glasnić kao Lisa i Lili Glasnić (2016.)
- Povratak u divlji zapad kao Kerry (2016.)
- Sanjay i Craig kao Chido (2016.)
- 100 stvari koje moraš učiniti prije srednje škole kao Ravnateljica Hader (2016.)
- Moj mali poni: Prijateljstvo je čarolija kao Iskra Sumrak (dijalog, 2014., Novi Mediji)
- Psići u ophodnji kao Chase (2013.)
- Mala, velika panda kao Manchu (2011.)
- Victorious kao Helen Dubois (2011.)
- Pustolovine braće Kratt kao Koki
- Tip i Tipi kao Tip
- Graditelj Bob kao Wendy
- Lijeni grad kao Stephanie Meanswell
- Pustolovine Vilka i Tile kao Vilko
- Pingvini s Madagaskara kao Jajko
- iCarly kao Stacey Dillsen
- Čudnovili roditelji kao A.J., Jelena Vilić, Sammy Sweetsparkle
- Olivija kao Ian

## Vanjske poveznice
- Katarina Perica u internetskoj bazi filmova IMDb-u (engl.)